# Musa Hilal
Musa Hilal (en árabe:  Mūsa Hilāl) es un jefe tribal y líder miliciano sudanés. Es considerado por Estados Unidos como uno de los principales líderes de las milicias sudanesas Janjaweed, acusadas de atrocidades durante el conflicto en árabe: موسى هلال‎ Darfur.
En enero de 2008, fue nombrado consejero del Ministro de los Asuntos Internos de Sudán. Este nombramiento fue criticado por la Human Rights Watch, que lo describe como el símbolo de las atrocidades cometidas por la Janjaweed en Darfur.
En 20 de enero de 2012, el presidente de Chad Idriss Déby se casó con Amani Moussa Hilal, hija de Musa Hilal.
El 11 de marzo de 2021, Moussa Hilal es liberado, líder de los Janjaweed, los milicianos árabes acusados de cometer atrocidades en Darfur recibieron un indulto. Perdón otorgado por el Consejo Soberano, la institución responsable de la transición en Sudán. Moussa Hilal permanece bajo sanciones de la ONU y está acusado de delitos graves en Darfur.